# Paraules d'amor
Paraules d'amor és una pel·lícula dirigida per Antoni Ribas i Piera de l'any 1968. Té una durada de 82 minuts, el guió de la pel·lícula va ser escrit per Antoni Ribas, Terenci Moix i Miquel Cussó, la música a mans d'Antoni Parera, el muntatge de Teresa Alcocer, els intèrprets Joan Manuel Serrat, Serena Vergano, Cristina Galbó, Emilio Gutiérrez Caba, María José Goyanes, Manuel Galiana i Romy. Una producció de Balcázar PC. La pel·lícula tracta de la típica història d'amor a tres bandes: el protagonista estima una noia, però n'hi ha una altra que l'estima a ell.
Va ser el debut de Serrat en el cinema, el primer dels tres intents fracassats de cercar alternatives a la seva condició d'estrella de la cançó. Protagonitza un melodrama romàntic influenciat pel cinema italià.